# Telenomus infuscatipes
Telenomus infuscatipes är en stekelart som först beskrevs av William Harris Ashmead 1893.  Telenomus infuscatipes ingår i släktet Telenomus och familjen Scelionidae. Inga underarter finns listade i Catalogue of Life.